# Cotoneaster frigidus
Cotoneaster frigidus là loài thực vật có hoa trong họ Hoa hồng. Loài này được Wall. ex Lindl. mô tả khoa học đầu tiên năm 1829.

## Hình ảnh

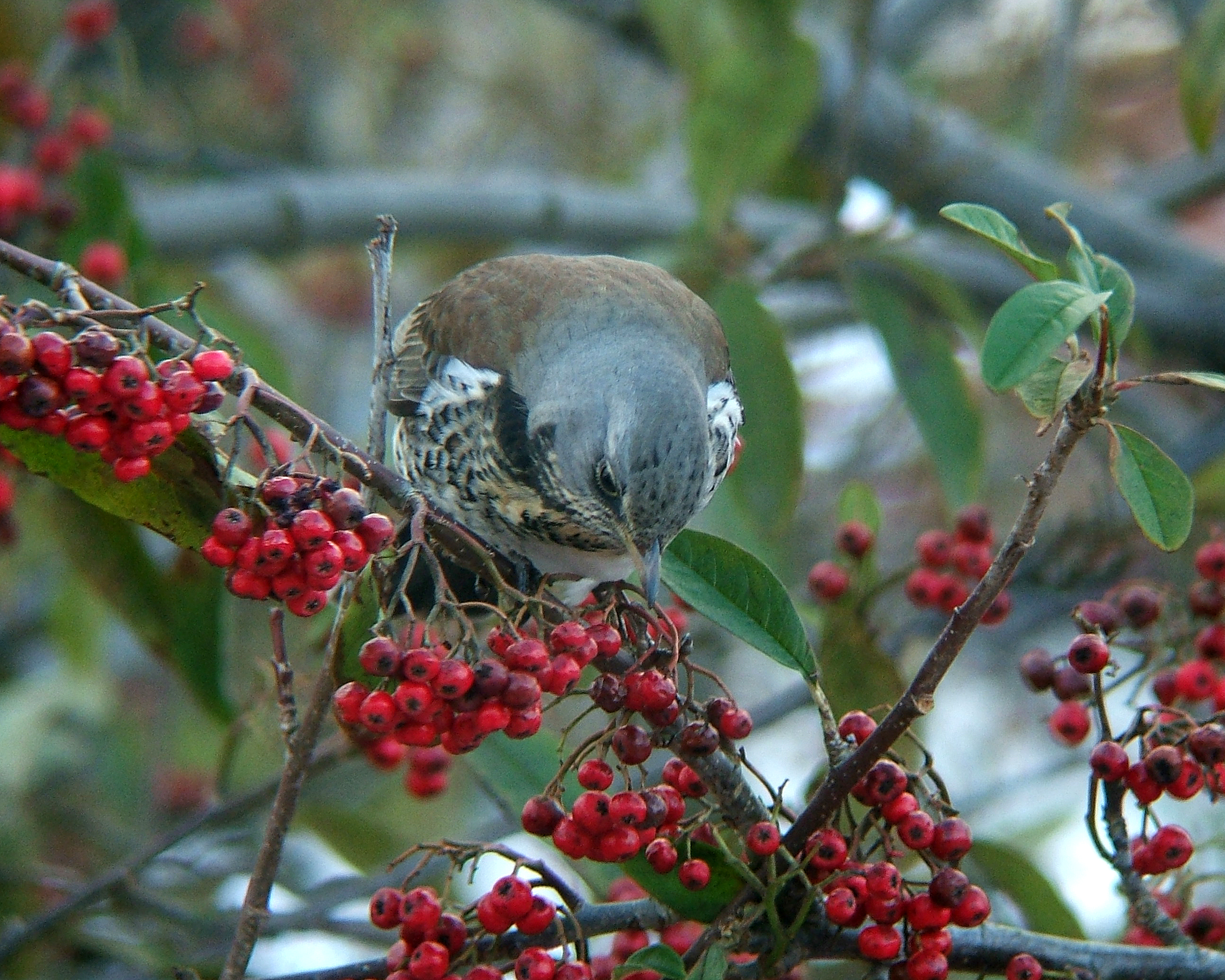
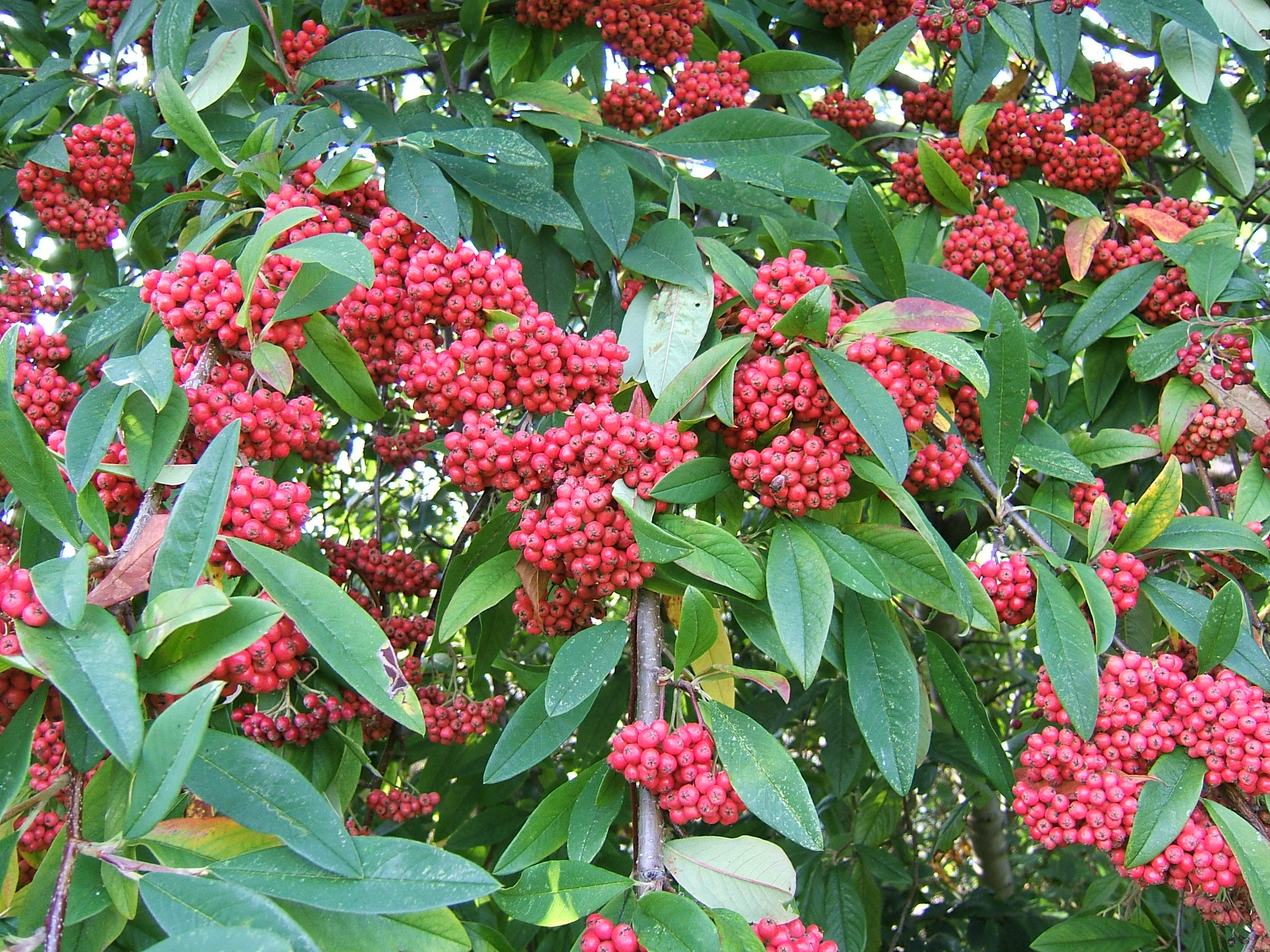
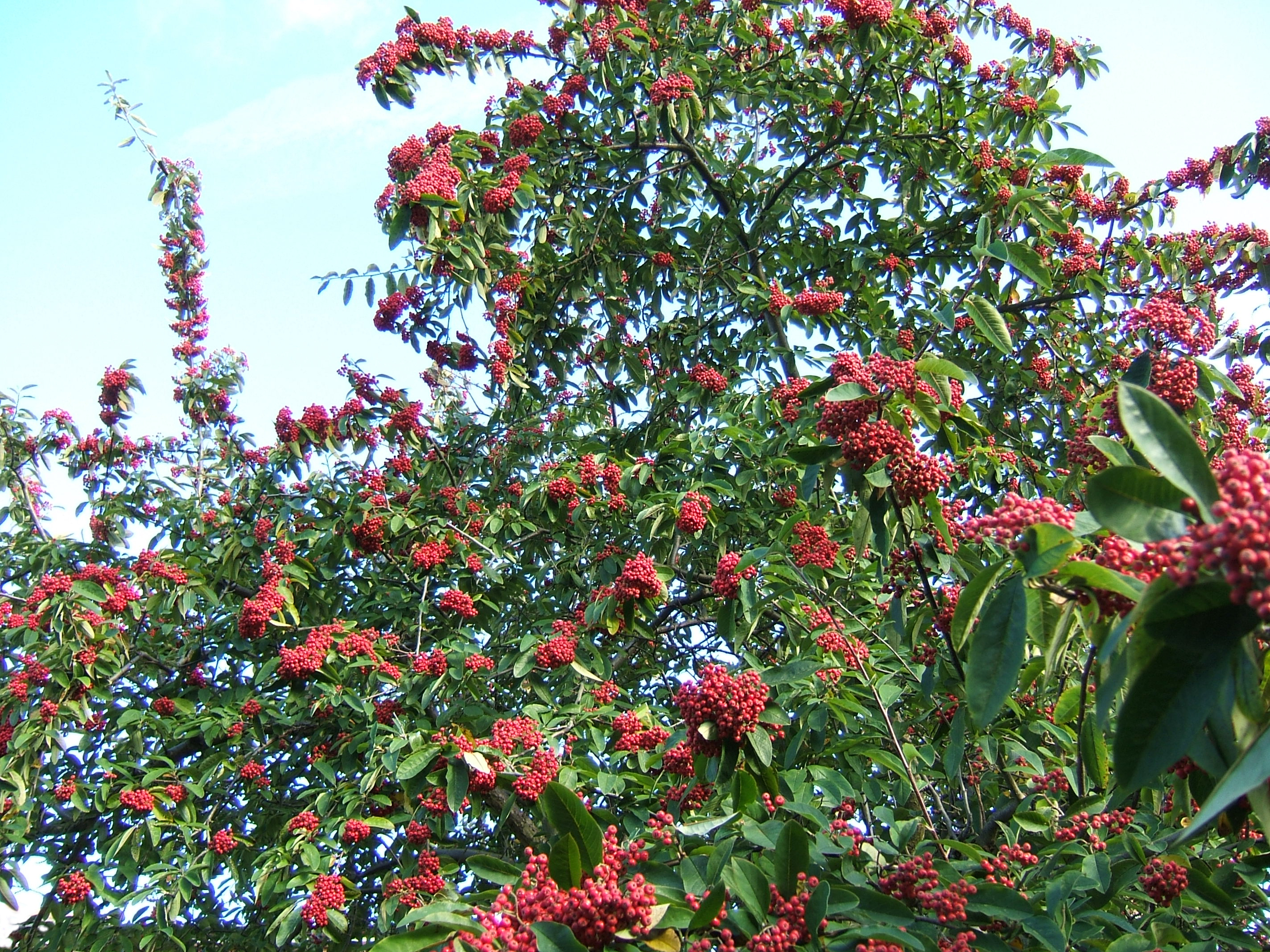
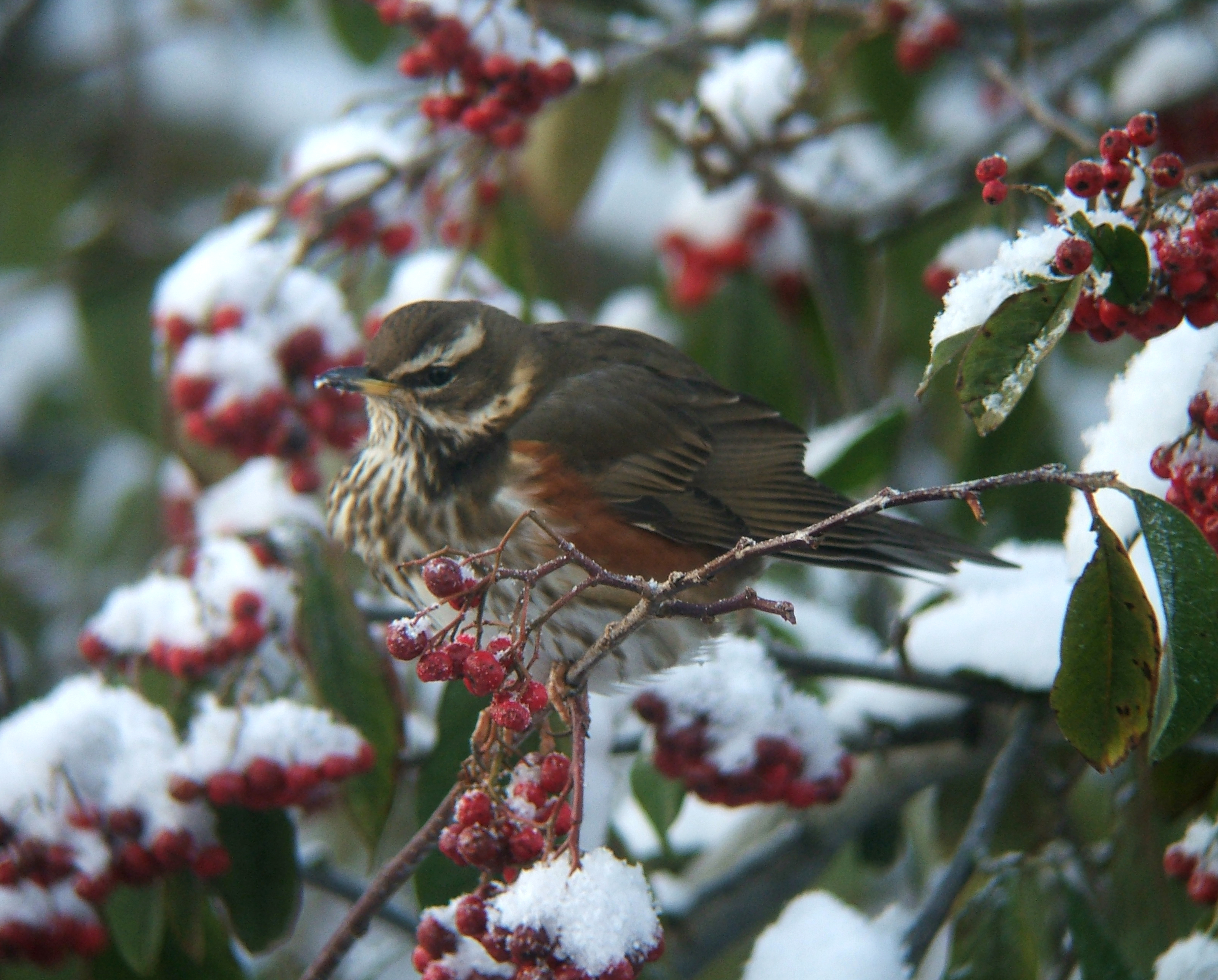